# 正林寺 (京都市)
正林寺（しょうりんじ）は、京都市東山区渋谷（しぶたに）通東大路東入3丁目上馬町（かみうままち）にある、浄土宗の寺院である。ここには、平重盛（小松殿）の別邸で、48の灯籠をともして念仏させたという灯籠堂のあったところで、平家没落後、九条兼実の山荘となっていた。ここに法然を招き、法談をし、法然を戒師として兼実が剃髪出家した旧跡である。法然がここに居住していたこともあるという。法然上人二十五霊跡第14番札所。

## 歴史
ここには、もとは平重盛の別邸で、後に九条兼実の山荘となっていた。建仁2年（1202年）正月、ここで法然を戒師として兼実が出家した。元久2年（1205年）8月、法然が瘧（おこり）をわずらい、その時聖覚が修法を施したという。建永2年（1207年）3月、四国に流罪の時も当御房から出発した。応仁の乱で、ここは灰燼に帰した。義山が復興に努め、弟子の恵空が遺志をつぎ、真盛辻子にあった正林寺を移した。享保20年（1735年）九条家より河原殿の建物が移築され、大師堂・方丈などになった。

## 寺宝
- 法然像 - 讃岐の人に与えられたものが、後日ここに移されたという。
- 兼実像 - 九条家安置の像であった。
- 弁長像 - 「選択集」を弁長が授かった。

## 第十四番御詠歌
「千年経る小松のもとをすみかにて 無量寿仏の迎えをぞ待つ」

## 参考
- 「小松谷御房略縁起」